# Cuộc nổi dậy Hà Lan
Cách mạng Hà Lan (1566/1568 – 1648) là cuộc khởi nghĩa của nhân dân Vùng đất thấp (Nê-đéc-lan) chống lại sự cai trị của Felipe II của Tây Ban Nha. Đây cũng là dấu mốc đánh dấu sự chuyển giao lịch sử giữa thời kỳ Trung cổ và Cận đại.

## Nguyên nhân
Cách mạng Hà Lan nổ ra là vì nguyên nhân là Vùng đất thấp (thuộc Bỉ và Hà Lan bây giờ, là một vùng đất thấp hơn mực nước biển nên có tên gọi như vậy) lệ thuộc vào Áo vào cuối thế kỷ XV, giữa thế kỷ sau lại chịu sự thống trị của Vương quốc Tây Ban Nha. Từ đầu thế kỷ này, vùng đất này là một trong những vùng kinh tế tư bản chủ nghĩa phát triển nhất châu Âu với nhiều thành phố và hải cảng, trong đó có những trung tâm thương mại nổi tiếng như Utrecht, Amsterdam,... Sự phát triển kinh tế của Netherlands cũng trùng thời điểm Phong trào Kháng cách diễn ra trên khắp lục địa già. Đây là nơi mà tư tưởng Tân giáo, một trong hai xu hướng của phong trào trên, của Calvin phát triển. Thấy được những điều đó. Tây Ban Nha đã tìm mọi biện pháp để kiểm soát vùng đất này. Quốc vương Tây Ban Nha đã tăng cường kiểm soát và thu lợi tức bằng thuế nặng để kìm hãm sự phát triển của vùng đất này. Thêm vào đó, Quốc vương đã đàn áp những người theo Tân giáo. Điều thể hiện rõ nhất đó là quy định: hễ ai là tín đồ Tân giáo là đàn ông thì bị chặt đầu, đàn bà bị chôn sống hoặc bị thiêu và tài sản bị tịch thu, những người che giấu, giúp đỡ và nói chuyện với họ cũng bị tịch thu tài sản. Từ đây, mâu thuẫn giữa người dân Nederlands và Vương quốc Tây Ban Nha ngày càng gay gắt và nguy cơ của một cuộc chiến tranh là không thể tránh khỏi.

## Diễn biến
Tháng 8 năm 1566, nhân dân miền bắc Netherlands đã nổi dậy khởi nghĩa. Mục tiêu của họ là Giáo hội, chỗ dựa vững chãi của người Tây Ban Nha. Một năm sau, tháng 8 năm 1567, Tây Ban Nha đưa thêm quân sang, đàn áp dã man họ, nhưng không thể ngăn cản sự phản kháng của nhân dân thuộc địa. Tháng 4 năm 1572, quân khởi nghĩa đã làm chủ được phía bắc. Quý tộc tư sản hóa ở Netherlands vì bất mãn với Tây Ban Nha nên đã gia nhập lực lượng những người khởi nghĩa và vươn lên lãnh đạo phong trào đấu tranh.
Tháng 1 năm 1579, đại biểu các tỉnh miền bắc nhóm họp tại Utrecht, tuyên bố những quyết định quan trọng. Trong hội nghị này, các đơn vị đo lường được thống nhất, chính sách về đối ngoại và quân sự được nêu ra, đạo Calvin được chọn là quốc giáo, quyền tự do tín ngưỡng được tôn trọng.
Tháng 7 năm 1581, vua Felipe II của Tây Ban Nha đã bị phế truất. Hội nghị các đẳng cấp gồm đại biểu của các tỉnh miền bắc trở thành cơ quan quyền lực tối cao. Các tỉnh này thống nhất với nhau thành một nước Cộng hòa có tên Các tỉnh Liên hiệp hay Hà Lan. Sở dĩ có tên như vậy vì Hà Lan là tỉnh có vai trò quan trọng nhất trong cuộc đấu tranh này. Tuy nắm chắc thất bại, nhưng Tây Ban Nha chưa chịu công nhận sự độc lập của Hà Lan nên nhân dân Hà Lan tiếp tục đấu tranh. Kết quả là Hiệp định đình chiến giữa hai bên được ký kết vào năm 1609, nhưng mãi đến năm 1648 nền độc lập của Hà Lan mới được công nhận chính thức.

## Ý nghĩa
Cách mạng Hà Lan mang tính chất của một cuộc cách mạng tư sản dưới hình thức của một cuộc đấu tranh giành độc lập. Đây là tính chất chung của nhiều cuộc cách mạng lớn trong thời kỳ Cận đại.
Cách mạng Hà Lan, về phương diện dân tộc, đã giải phóng Hà Lan khỏi sự thống trị của bên ngoài. Từ đây, Hà Lan trở thành một quốc gia độc lập và phát triển. Cách mạng Hà Lan là cuộc cách mạng đầu tiên trên thế giới đã dọn đường cho chủ nghĩa tư bản phát triển, thể hiện sự thắng thế của giai cấp tư sản đối với giai cấp phong kiến, báo hiệu sự suy vong của giai cấp phong kiến. Về phương diện thế giới, cách mạng Hà Lan đã ảnh hưởng tới nhiều cuộc cách mạng nổi tiếng sau này như Cách mạng Anh, Cách mạng Pháp và Cuộc chiến tranh giành độc lập ở Bắc Mỹ.

## Nghiên cứu thêm
- The works of John Lothrop Motley (1814–1877) give an old but very detailed account of the Dutch republic in this time; Motley chamioned the Protestant cause—Các tác phẩm của John Lothrop Motley tại Dự án Gutenberg
- Geyl, Pieter. (1932), The Revolt of the Netherlands, 1555–1609. Williams & Norgate, UK.
- Geyl, Pieter. (1936), The Netherlands Divided, 1609–1648. Williams & Norgate, UK.
- Israel, Jonathan I. (1998), The Dutch Republic. Its Rise, Greatness, and Fall 1477–1806, Clarendon Press, Oxford, ISBN 0-19-820734-4.
- Koenigsberger, H.G. (2007) [2001] Monarchies, States Generals and Parliaments. The Netherlands in the fifteenth and sixteenth centuries, Cambridge U.P., ISBN 978-0-521-04437-0 paperback
- Parker, Geoffrey (1977), The Dutch revolt, Penguin books, London
- Pepijn Brandon (2007), "The Dutch Revolt: a Social Analysis" from International Socialism journal 116, autumn 2007.
- Rodríguez Pérez, Yolanda, The Dutch Revolt through Spanish Eyes: Self and Other in historical and literary texts of Golden Age Spain (c. 1548–1673) (Oxford etc., Peter Lang, 2008) (Hispanic Studies: Culture and Ideas, 16).